# Max Théon
Max Théon, peut-être né Louis-Maximilien Bimstein le 17 novembre 1848 à Varsovie (Pologne) et mort le 4 mars 1927 à Tlemcen (Algérie française), est un personnage énigmatique qui aurait été un Polonais juif kabbaliste et occultiste. Il a inspiré la Fraternité Hermétique de Louxor en 1884, mais semble avoir eu peu à voir avec son fonctionnement quotidien. Il sera ensuite à l'origine de la création du Mouvement Cosmique dans les années 1900.

## Biographie
Max Théon est un personnage mystérieux dont la vie est peu connue. Son véritable nom ainsi que ses dates de naissance et de décès sont incertains. Il est avéré qu'il utilisa diverses  'identités' pour voyager, et les événements relatés sur sa vie et ses nombreux voyages, essentiellement connus par les témoignages de ses proches (en particulier ceux de Pascal Themanlys et Mirra Alfassa), sont eux-aussi incertains. Il n'est pas non plus certain, faute de document l'attestant, qu'il ait été le fondateur de certains des mouvements spirituels qui lui sont attribués (notamment la Fraternité Hermétique de Louxor).

### Jeunesse
Max Théon semble être né à Varsovie, en Pologne le 17 novembre 1848 dans une famille juive mais ce point est controversé, certains affirmant qu'il aurait pu également être de nationalité russe. Il est également incertain, voire peu probable, que son nom ait véritablement été Louis-Maximilien Bimstein,.
Théon se serait intéressé très jeune à la spiritualité et aurait appris plusieurs langues au cours de sa jeunesse.

## Le Mouvement Cosmique
Apparu dans les années 1900 à Tlemcen en Algérie, le mouvement de Max Théon sera, selon ses dires, fondé à l'instigation de son épouse Alma Théon (en) (1843-1908) dont il a déclaré qu'elle était l'esprit en mouvement derrière ce groupe. L'organisation publiera la revue cosmique, un recueil de textes écrits par les Théon et d'écrits obtenus par Alma Théon via « channeling ».
Bien que n'en étant pas l'héritier direct et n'en partageant aucune base doctrinale, ce mouvement prendra dans le milieu occultiste de l'époque la place laissée vacante par la défunte Fraternité Hermétique de Louxor, précédent ordre occulte initié par Théon.
Son nouveau mouvement prenant de l'essor, il fera cesser d'exister les dernières loges américaines de son ancien ordre et ralliera à lui de nombreuses personnalités de son ancien mouvement, tels Peter Davidson, qui traduira en anglais et diffusera aux États-Unis les écrits cosmiques, et F.-Ch. Barlet, qui de son côté s'attachera à la diffusion en France de ce qui sera appelé par la suite la Tradition Cosmique.
Cette tradition cosmique présente de grandes similitudes avec les écrits de Sri Aurobindo et Mirra Alfassa.
Cette proximité s'explique du simple fait que Mirra Alfassa, qui avait longtemps séjourné chez les Théon à Tlemcen bien avant de devenir la compagne spirituelle de Sri Aurobindo et d’être connue sous le nom de La Mère, avait même été initiée par Alma Théon au « channeling »,,,.
À partir de 1920 c'est Louis Thémanlys qui s’occupe du mouvement, lui donnant une orientation plus artistique. Il orientera le mouvement vers un retour à un judaïsme 'traditionnel' et surtout vers le hassidisme. Cette orientation sera accentuée après la deuxième guerre mondiale, lorsque son fils, Pascal Thémanlys (1909-2000), lui succède à la tête du mouvement avant de s'installer en Israël.